# Eutanásia

Legalidade da eutanásia no mundo:
Eutanásia ativa legal.
Eutanásia passiva legal (recusa de tratamento).
Eutanásia ilegal.
Situação desconhecida.

Eutanásia é o ato intencional de proporcionar a alguém uma morte indolor para aliviar o sofrimento causado por uma doença incurável ou dolorosa. Geralmente a eutanásia é realizada por um profissional de saúde mediante pedido expresso da pessoa doente. A eutanásia é diferente do suicídio assistido, que é o ato de disponibilizar ao paciente meios para que ele próprio cometa suicídio. Entre os motivos mais comuns que levam os doentes terminais a pedir uma eutanásia estão a dor intensa e insuportável e a diminuição permanente da qualidade de vida por condições físicas como paralisia, incontinência, falta de ar, dificuldade em engolir, náuseas e vómitos. Entre os fatores psicológicos estão a depressão e o medo de perder o controlo do corpo, a dignidade e independência.
A eutanásia pode ser classificada em voluntária e involuntária. Na eutanásia voluntária é a própria pessoa doente que, de forma consciente, expressa o desejo de morrer e pede ajuda para realizar o procedimento. Na eutanásia involuntária a pessoa encontra-se incapaz de dar consentimento para determinado tratamento e essa decisão é tomada por outra pessoa, geralmente cumprindo o desejo anteriormente expresso pelo próprio doente nesse sentido. A eutanásia pode também ser classificada em ativa e passiva. A eutanásia ativa é o ato de intervir de forma deliberada para terminar a vida da pessoa (por exemplo, injetando uma dose excessiva de sedativos). A eutanásia passiva consiste em não realizar ou interromper o tratamento necessário à sobrevivência do doente.
A eutanásia está no centro de um intenso debate público com diversas considerações de ordem religiosa, ética e prática. Estas considerações têm origem em diferentes perspetivas sobre o significado e valor da vida humana. Entre os argumentos a favor da prática da eutanásia estão a alegação de que as pessoas têm o direito a tomar decisões sobre o seu corpo e escolher como e quando querem morrer, que o direito à morte está implícito nos restantes Direitos Humanos, que a lei não deve interferir em assuntos da esfera privada que não prejudiquem outras pessoas, que a eutanásia continua a ser praticada mesmo que ilegal e que a morte não é necessariamente má. Entre os argumentos contra a prática de eutanásia estão a alegação que a eutanásia é contra a vontade de Deus, que não respeita a inviolabilidade da vida, que desvaloriza o valor da vida, de que a permissão da eutanásia voluntária levaria a casos de eutanásia involuntária e de que cuidados paliativos de qualidade retiram a necessidade de praticar eutanásia. Algumas pessoas alegam que, ainda que moralmente justificável, a eutanásia pode ser abusada para encobrir um homicídio.
Na maior parte dos países não existe legislação específica sobre a eutanásia, pelo que a eutanásia realizada pelo próprio doente é geralmente considerada suicídio e a eutanásia realizada por outra pessoa homicídio. No entanto, dentro da lei o médico pode decidir não prolongar a vida em casos de sofrimento extremo e administrar sedativos mesmo que isto diminua a esperança de vida do doente. Tanto a eutanásia voluntária como o suicídio medicamente assistido são legais na Holanda, Bélgica, Luxemburgo, Colômbia e Espanha. O suicídio assistido é ainda legal na Suíça, Alemanha, Canadá, África do Sul e em cinco estados dos Estados Unidos. No entanto, a eutanásia involuntária é ilegal em todos os países do mundo e geralmente considerada homicídio. Mesmo nos países em que a eutanásia voluntária é legal, continua a ser considerada homicídio se não estiverem cumpridas determinadas condições. A noção de que a eutanásia é moralmente aceitável remonta a Sócrates, Platão e ao Estoicismo. O primeiro país a legalizar a eutanásia foi a Holanda em 2001. No dia 18 de março de 2021, o parlamento espanhol aprovou e regulamentou a eutanásia e o suicídio assistido no país.

## Debate
O debate público e académico sobre a morte medicamente assistida surge apenas no fim do século XX e início do século XXI. Isto é o reflexo de uma alteração significativa na epidemiologia da mortalidade humana. Enquanto ao longo da História as principais causas de morte estavam associadas a doenças infeciosas e parasitárias e a esperança de vida era de cerca de 20–40 anos, atualmente dois terços das mortes nos países desenvolvidos são causadas por doenças degenerativas, particularmente doenças cardiovasculares e cancro, e a esperança de vida é de mais de 80 anos. A maior parte da população nos países desenvolvidos atualmente morre em estádios avançados de doenças degenerativas, cuja evolução é previsível e são marcadas por uma fase terminal.
No debate sobre a legitimidade da prática de eutanásia e suicídio medicamente assistido, os principais argumentos a favor são a autonomia da pessoa em tomar decisões sobre o próprio corpo e o alívio da dor e do sofrimento. Os principais argumentos contra são que matar é intrinsecamente errado, a integridade da profissão médica e o potencial de abuso (slippery slope).

### Argumento da autonomia
O argumento da autonomia defende que, da mesma forma que a pessoa tem o direito de autodeterminação ao longo de toda a vida, também deve poder determinar tanto quanto possível o curso da sua própria morte. Os proponentes alegam que, se um doente terminal pedir a assistência de um médico de forma voluntária e consciente, deve ser permitido ao médico poder realizar o ato.
Uma das objeções a este argumento alega que numa fase terminal da vida é impossível haver verdadeira autonomia de decisão, uma vez que as decisões podem ser influenciadas por pressões sociais, depressão e perturbações psiquiátricas. Em resposta, os proponentes do argumento da autonomia alegam que todas as decisões são influenciadas por fatores sociais mas que, ainda assim, devem ser respeitadas e que mesmo no fim da vida é possível tomar decisões informadas. Outra objeção alega que o suicídio é moralmente errado, pelo que não é possível obrigar um médico a praticar um ato moralmente errado, mesmo que o pedido seja feito de forma voluntária e racional. Em resposta a esta objeção, os proponentes sustentam que o argumento não obriga o médico a praticar o ato, mas apenas lhe dá liberdade para o fazer de acordo com as suas convicções.

### Argumento de que matar é intrinsecamente errado
Matar é proibido e é considerado moralmente errado em praticamente todas as religiões, culturas e sistemas sociais. Uma vez que o suicídio é um ato de matar, os proponentes deste argumento sustentam que também o suicídio medicamente assistido é intrinsecamente errado do ponto de vista moral, pecado, tabu ou castigado por Deus. Embora todas as religiões se oponham ao suicídio, na Europa e América do Norte é a religião Católica que tem sido mais ativa no debate contra a eutanásia. O catolicismo considera que a vida é uma dádiva de Deus e não permite o suicídio, nem mesmo nos casos de doença terminal.
Uma das objeções a este argumento alega que existem situações onde o ato de matar pode ser moralmente aceitável, como em autodefesa, guerra ou pena de morte. Se pode ser moralmente aceite nesses casos, também pode ser aceite em casos em que é a própria pessoa que toma a decisão informada e voluntária de morrer para terminar com o seu sofrimento. Em resposta a esta objeção, os proponentes do argumento alegam que nos casos de autodefesa, guerra ou pena capital a pessoa morta é culpada de agressão ou ação imoral, enquanto na morte medicamente assistida a pessoa é inocente.

### Argumento da integridade da profissão
Os proponentes deste argumento alegam que o Juramento de Hipócrates proíbe os médicos de matar doentes e que a função dos médicos é salvar vidas, e não terminá-las.
Uma das objeções a este argumento considera que o juramento original também proibia os médicos de realizar cirurgias, de administrar medicamentos indutores de aborto e de cobrar dinheiro por exercer medicina. Se o juramento foi modificado para contemplar estes casos, também o pode ser para os casos em que o paciente tem uma doença terminal e pede ajuda ao médico. Os proponentes contrapõem a esta objeção a alegação de que permitir ao médico matar o doente subverteria a relação de confiança entre ambos. Os que se posicionam contra este argumento alegam o contrário, de que a relação de confiança aumenta se o paciente souber que terá ajuda do médico nas decisões que tomar em relação à morte.

### Argumento do potencial de abuso (slippery slope)
Os proponentes deste argumento alegam que permitir aos médicos assistir o suicídio, mesmo que em casos justificáveis, pode no futuro levar a situações em que os pacientes são mortos contra a sua vontade.
Uma das objeções a este argumento sustenta que a suposição deve ser demonstrada com factos antes de se suprimir escolhas pessoais e direitos individuais. Os proponentes rejeitam esta objeção alegando que a previsão se baseia na pressão económica, ganância, preguiça, insensibilidade e outros fatores que influenciam médicos, instituições de saúde e a sociedade. Os objetores deste argumento alegam que com uma lei bem elaborada e medidas de controlo eficazes é possível proteger os doentes de eventuais abusos. Os proponentes alegam ainda que os doentes vulneráveis, como os doentes crónicos, doentes mentais e idosos, serão manipulados pela sociedade para que se considerem inúteis e forçados a terminar a vida. Os objetores deste argumento alegam que a opção de morte assistida será disponibilizada apenas aos doentes terminais e que nos países onde a morte assistida é legal não existem evidências de impacto significativo em grupos vulneráveis.

### Argumento do alívio da dor e sofrimento
Este argumento alega que nenhuma pessoa deve ser obrigada a submeter-se a um sofrimento injustificável durante uma doença terminal, e que deve ser dada a possibilidade de morte assistida nos casos em que o médico é incapaz de aliviar esse sofrimento de forma aceitável para o paciente e a única forma de evitar o sofrimento é através da morte.
Uma das objeções a este argumento sustenta que com os cuidados paliativos modernos é possível evitar praticamente toda a dor e sofrimento. Os proponentes contrapõem que "praticamente toda" não é toda e que a eutanásia é reservada para os casos em que não existe outra possibilidade de aliviar a dor e sofrimento. Os objetores contrapõem que nesses casos é possível sedar completamente o doente. Os proponentes alegam que isso coloca o doente num estado de embotamento equivalente à morte. Outra objeção ao argumento do alívio do sofrimento alega que, mesmo com dor e sofrimento, o fim da vida pode ser um processo de intimidade e crescimento espiritual. Os proponentes contrapõem que não existe garantia de qualquer experiência transformadora ou positiva.

## Legislação

### República Portuguesa
Na Lei Fundamental de Portugal, a Constituição da República Portuguesa, pode-se observar:
- Art. 1º

Portugal é uma República soberana, baseada na dignidade da pessoa humana e na vontade popular e empenhada na construção de uma sociedade livre, justa e solidária.
E se alguma dúvida ainda subsistisse na interpretação do seu art. 1º, quanto ao respeito e à dignidade humana, a mesma se dissipa atento o disposto no seu:
- Art. 16º n.2

Os preceitos constitucionais e legais relativos aos direitos fundamentais devem ser interpretados e integrados de harmonia com a Declaração universal dos direitos do Homem., onde regulamenta que:
- Art. 3º

Todo o indivíduo tem direito à vida à liberdade e à segurança pessoal
- Art. 25º n.2

A integridade moral e física das pessoas é inviolável.
A lei da eutanásia foi aprovada pela primeira vez em Portugal no Parlamento em 2021 mas nunca entrou em vigor e não chegou a ser regulamentada. Após duas versões terem sido alvo de declarações de inconstitucionalidade e outras duas de veto político pelo Presidente da República, os deputados tinham aprovado em 2023 uma quinta versão. Mas, em abril, o TC declarou inconstitucionais seis normas do diploma. Entre elas “a norma que impõe ao profissional de saúde que recusa praticar ou ajudar o ato de morte medicamente assistida o ónus de especificar a natureza das razões que o motivam”.